# Gisèle Didi
Gisèle Didi, née le 25 mars 1970 à Pantin, est une photographe française qui vit et travaille à Paris.

## Biographie
Gisèle Didi naît en 1970 en France de parents franco-tunisien.
Elle s’installe à Paris à 18 ans pour « être photographe ». Après 13 ans de portraits et de reportages noir et blanc, elle découvre internet et le numérique. 